# Pope County (Illinois)
Pope County is een county in de Amerikaanse staat Illinois.
De county heeft een landoppervlakte van 961 km² en telt 4.413 inwoners (volkstelling 2000). De hoofdplaats is Golconda.